# Sanjanje
Sanjanje je složeni psihobiološki proces praćen vrlo određenom fiziološkom slikom.
Psihološka komponenta sanjanja izražena je u snovima koje karakterizira slijed slika koje sanjač doživljava posebnim oblikom svijesti. Ta je svijest u usporedbi s budnom sviješću sužena i promijenjena. Fiziološka komponenta sanjanja izražena je REM-fazom. Normalno čovjek tijekom noći sanja 4 do 5 puta u 20 minuta, koliko traje i pojedina REM-faza. Sanjanje je obilježeno pasivnim stanjem svijesti, te je lišeno sanjačeva voljnog sudjelovanja, a u njemu je tek toliko svjesnosti da bi sadržaj sna nakon spavanja mogao biti dozvan u sjećanje. Zbog toga se snovi označuju kao pojavni oblik nesvjesnoga. S biološkog stajališta sanjanje je od posebne važnosti i njegovo sprječavanje (buđenje sanjača u REM-fazi) izaziva niz psihofizioloških smetnji. Oni koji tvrde da uopće ne sanjaju ili da rijetko sanjaju zapravo se svojih snova ne sjećaju. No, i ovi će ih znati opisati, ako ih se probudi pri kraju REM-faze.
Za razliku od doživljaja budne svijesti, doživljaji se u snu odvijaju u halucinantnim nizovima slika u kojima nema reda. Nedostaje im kontrolna funkcija "ja" koja inače djeluje kao čuvar prilagodbe na zbilju.